# Latrodectus erythromelas
Latrodectus erythromelas là một loài nhện trong họ Theridiidae